# Eskilstorp och Hemmeslövs gård
Ej att förväxla med Eskilstorps socken i nuvarande Vellinge kommun.
Eskilstorp och Hemmeslövs gård var en av SCB avgränsad och namnsatt småort i Östra Karups distrikt i Båstads kommun i Skåne län. Den omfattade bebyggelse i Eskilstorp och omkring Hemmeslövs gård i Östra Karups socken i Halland. Området växte 2015 samman med tätorten Östra Karup.